# HC Mistral
HC Mistral is een Nederlandse hockeyclub uit de Noord-Brabantse plaats Rucphen.
De club werd opgericht op 31 maart 1983 en speelt op een terrein aan de Kozijnenhoek in de buurt van het Skidôme. De club behoort tot de kleinere clubs van Nederland en heeft in het seizoen 2021/22 geen standaardteams in de bondscompetities van de KNHB.
Over de naam van de club ontstond in 2014 enige verwarring. Een bestuurslid verklaarde dat de naam verwijst naar de warme en wervelende wind in Frankrijk die vaak aan het einde van de middag opsteekt. De werkelijke mistral is echter een koude wind. Een van de oprichters verklaarde daarna dat de naam is verzonnen in de huiskamer. Er kwam een auto met een surfplank voorbij en daar stond 'Mistral' op.